# Ionische compressor
Een ionische compressor, (Engels: ionic liquid piston compressor of ionic liquid piston pump) is een waterstofcompressor op basis van een zuiger die uit een ionische vloeistof bestaat in plaats van een metalen zuiger als in een 'gewone' membraancompressor.
De ionische compressor benut de onoplosbaarheid van andere gassen in ionische vloeistoffen, alsook de vrijwel niet meetbare dampdruk in combinatie met een groot temperatuurvenster voor de vloeibare fase. De oplosbaarheid van waterstof in ionische vloeistoffen is zeer laag. Deze onoplosbaarheid wordt gebruikt door met een cilinder van ionische vloeistof de waterstof tot 450 bar onder druk te zetten in waterstoftankstations; door het gebruik van deze techniek wordt het aantal bewegende delen van ongeveer 500 in een conventionele zuigerpompmotor tot 8 teruggebracht.
Niet te verwarren met de ionenpomp of de ionische vloeistofringvacuümpomp.
Na de hernieuwde belangstelling voor ionische vloeistoffen werd onderzoek gedaan door proionic, een onderneming in het spin-off-centrum "ZAT Centrum voor toegepaste technologie" van de Montanuniversität van Leoben. Het systeem werd gedemonstreerd in het Zemships-project.